# Maja Bergh Holtermann
Maja Bergh Holtermann, född Bergh den 18 december 1899 Jakob och Johannes församling i Stockholm, död den 15 januari 1993 i Oscars församling i Stockholm, var en svensk målare.
Hon var dotter till Richard Bergh och Gerda Ingeborg Winkrans; hon var gift 1924–1936 med konstnären Reinhold Holtermann.
Maja Bergh Holtermann studerade vid Wilhelmsons målarskola 1917–1918 och för Olle Hjortzberg vid Konstakademin i Stockholm 1919–1922 samt vid André Lhotes målarskola i Paris 1922–1923. Hon medverkade i konstnärsgruppen De 13:s utställning på Liljevalchs konsthall 1928 och med Sveriges allmänna konstförening tre gånger. Hon hade en separatutställning på De Unga 1942 med stilleben och landskapsmålningar. Hon tilldelades en guldmedalj 1925 för formgivning av tapeter och dekorativ konst.
Hennes konst består främst av landskap och blommor i olja. Maja Berg Holtermanns arkiv finns bevarat på Stockholms stadsarkiv, vari det finns dagböcker mellan 1913 och 1949, målningar och brev.
Holtermann är representerad vid Moderna Museet, Gripsholms slott  och i Gustaf VI Adolfs samling. Hon är begravd på Tyresö kyrkogård.